# Carga em Irbid
A carga em Irbid ocorreu em  26 de setembro de 1918 como consequência da vitória dos Aliados na Batalha de Megido, durante a subssequente perseguição por terra levada a cabo pelo Corpo Montado do Deserto para capturar Damasco, na fase final da Campanha do Sinai e Palestina da Primeira Guerra Mundial. A carga ocorreu quando o 2.º Regimento (Gardner's Horse) de Lanceiros da 10.ª Brigada e 4.ª Divisão de Cavalaria indiana atacaram a guarnição otomana que defendia a ciade de Irbid.
O que restava do Sétimo e Oitavo exércitos otomanos estavam em retirada para Damasco em colunas, dos montes da Judeia via Samakh, (Ponte das Filhas de Jacó), Quneitra e Kaukab, perseguidos pela Divisão Montada Australiana e pela 5.ª Divisão de Cavalaria indiana. Por sua vez, o que restava do Quarto Exército otomano estava em retirada em colunas para Damasco ao longo da Estrada dos Peregrinos, via Daraa.
A 4.ª Divisão de Cavalaria em Jisr el Mejamie e Beisan foi encarregada de marchar para leste para intercetar o Quarto Exército. Em Irbid, o 2.º Regimento de Lanceiros carregou sobre as unidades de retaguarda otomanas, que contra-atacaram e derrotaram os indo-britânicos. Não obstante, na manhã seguinte, as forças otomanas tinham retirado da cidade.